# Quiculungo
Quiculungo ist eine Ortschaft im Norden Angolas.

## Verwaltung
Quiculungo ist Sitz eines gleichnamigen Kreises (Município) der Provinz Cuanza Norte. Das Kreisgebiet umfasst 475 km² mit etwa 12.108 Einwohnern (Schätzungen 2014).
Der Kreis besteht aus einer Gemeinde (Comuna):
- Kiculungo

Zu den weiteren Ortschaften im Kreis zählt u. a. Ngongolo. Keine eigene Gemeinde, aber eine Einheit unterhalb des Verwaltungskreises Quiculungo ist der sector administrativo von Bengueji, mit Sitz in seinem Hauptort Cacochi.